# Simone Giertz
Simone Luna Louise Söderlund Giertz ( /jɛtʃ/ YETCH; Sueco: [jæʈʂ]; nascida em 1 de novembro de 1990), mais conhecida como Simone Giertz, é uma inventora sueca, criadora, entusiasta robótica, apresentadora de TV e YouTuber profissional. Ela também já trabalhou em jornalismo esportivo de MMA e como editora do site oficial da Suécia, Sweden.se.

## Biografia
Giertz diz que o personagem de desenho animado da Disney Professor Pardal foi uma de suas primeiras inspirações. Ela estudou engenharia física na faculdade, mas desistiu depois de um ano, e foi estudar na Hyper Island em Estocolmo, onde começou a se interessar por programação e robótica. O interesse de Giertz em eletrônica começou em 2013; ela fez um capacete com escova de dentes para o episódio piloto de um programa infantil de eletrônicos, que foi enviado para o YouTube depois de não fazer sucesso, o que deu início a sua carreira no YouTube.
Giertz marca a si mesma como "a rainha dos robôs de merda" e tem um canal no YouTube onde emprega humor inexpressivo para demonstrar robôs mecânicos de sua própria criação que automatizam tarefas do dia a dia; apesar de trabalhar a partir de um ponto de vista puramente mecânico, muitas vezes eles não têm utilidade prática, para efeito cômico. As criações de Giertz incluem um despertador que bate no usuário, um aplicador de batom, e um que passa xampu no cabelo do usuário. Giertz não procura construir robôs úteis e prefere criar soluções excessivas para situações potencialmente automatizáveis.
Em 2016, juntou-se ao Tested.com, colaborando com Adam Savage em seu primeiro projeto, o capacete que alimenta com pipoca. Em 2017, ela apresentou a comédia de TV Manick com Nisse Hallberg na TV6 sueca. A premissa básica do programa é que os apresentadores inventem soluções  engraçadas e criativas para problemas do cotidiano.

## Família e vida pessoal
Em julho de 2016, Giertz vivia em São Francisco.
O sobrenome da família Giertz é de origem Baixo-alemã. Ela é filha de Caroline Giertz, escritora e apresentadora de TV, que Giertz descreve como uma "caça-fantasma", pois sua mãe trabalha com o reality show paranormal Det Okända. Giertz é um descendente do fundador da Ericsson Lars Magnus Ericsson.
Com 16 anos de idade, Giertz passou um ano na China como estudante de intercâmbio. Ela ficou em Hefei, onde aprendeu o básico de Mandarim. Durante a sua estada na China, ela também fez uma aparição em um sitcom Chinês chamado Huan Xi Longo Xia Dang (em chinês:  欢喜龙虾档, Feliz Lagosta do Restaurante), onde interpretou Catherine, uma garota Americana que se casou com um homem Chinês.
Giertz também estudou física brevemente no Instituto Real de Tecnologia Sueco (KTH).
Em 30 de Abril de 2018, Simone revelou pelo seu canal no YouTube o diagnóstico de um tumor cerebral não canceroso próximo ao seu olho direito, que a levou a realizar uma cirurgia que foi um sucesso.